# Détachement d'armée Grasser
L'Armee-Abteilung Grasser (en français : Détachement d'armée Grasser) était un détachement d'armée de l'Armée de terre (Heer) de la Wehrmacht, formé le 25 septembre 1944 à partir du Armee-Abteilung Narwa.
Il est renommé Armee-Abteilung Kleffel  le 29 octobre 1944.

## Organisation

### Commandant
| Date                                | Grade                  | Commandant      |
| ----------------------------------- | ---------------------- | --------------- |
| 25 septembre 1944 - 20 octobre 1944 | General der Infanterie | Anton Grasser   |
| 20 octobre 1944 - 29 octobre 1944   | General der Kavallerie | Philipp Kleffel |

### Chef d'état-major
| Date                                | Grade        | Commandant    |
| ----------------------------------- | ------------ | ------------- |
| 25 septembre 1944 - 29 octobre 1944 | Generalmajor | Paul Reichelt |

### Officiers d'Opérations (Ia)
| Date                                | Grade          | Commandant                    |
| ----------------------------------- | -------------- | ----------------------------- |
| 25 septembre 1944 - 29 octobre 1944 | Oberstleutnant | Friedrich-Wilhelm Eichendorff |

## Zones d'opérations
- Front de l'Est, secteur nord : Septembre 1944 - Octobre 1944

## Ordre de bataille
28 septembre 1944
- A la disposition de l'Armeeabteilung Grasser
  - 5. Panzer-Division
  - Stab 52. Sicherungs-Division
- XXXIX. Panzerkorps
  - 12. Panzer-Division
  - Panzer-Grenadier-Division “Großdeutschland”
  - 4. Panzer-Division
- III. (germ.) SS-Panzerkorps
  - 11. SS-Panzer-Grenadier-Division “Nordland”
  - 4. SS-Brigade “Nederland”
- Gruppe General Kleffel (Stab 285. Sicherungs-Division)
  - 81. Infanterie-Division
  - 93. Infanterie-Division

13 octobre 1944
- A la disposition de l'Armeeabteilung Grasser
  - Stab 52. Sicherungs-Division
- XXXVIII. Armeekorps
  - 32. Infanterie-Division + 201. Sicherungs-Division
  - 21. Feld-Division (L)
  - 81. Infanterie-Division
  - 329. Infanterie-Division
  - 121. Infanterie-Division
  - 122. Infanterie-Division

## Récompenses
Pendant les 6 mois d'existence, l'Armee-Abteilung Grasser a vu récompenser son personnel de:
- Croix allemande:
  - en Argent : 1